# Luigi Meroni
Luigi "Gigi" Meroni (Como, 24 februari 1943 — Turijn, 15 oktober 1967) was een Italiaans profvoetballer. Meroni maakte sportief gezien vooral naam bij Torino maar is vooral bekend geworden om zijn zeer plotselinge dood. Meroni werd geschept door een auto en overleed dezelfde dag op 24-jarige leeftijd in het ziekenhuis ten gevolge van zijn verwondingen.

## Biografie

### Opgroeien in Como
Meroni werd geboren op 24 februari 1943 in Como, dat vlak bij de Italiaanse grens met Zwitserland ligt. Meroni groeide op in een gezin met drie kinderen en werd opgevoed door zijn moeder omdat zijn vader al op jonge leeftijd was overleden. Al vanaf zijn vroege jeugd was Meroni gek op voetballen. Na eerst in verschillende jeugdelftallen actief te zijn geweest, kwam hij begin jaren 60 in de jeugd van Como terecht. In het seizoen 1960/61 werd Meroni naar het eerste elftal gehaald en maakte hij zijn debuut in het Italiaanse betaalde voetbal. Zijn volgende opwachting in de Serie B kwam pas een seizoen later tot stand. De jeugdige Meroni wist indruk te maken en schopte het tijdens zijn tweede seizoen tot 24 optredens. Zijn carrière in Como was echter van korte duur; hij had de belangstelling gewekt van eersteklasser Genoa. In 1962 tekende Meroni een contract waarbij hij zich verbond aan de club met een honorarium van veertig miljoen Italiaanse lire, omgerekend is dit ongeveer 20.000 euro.

### Serie A-debuut bij Genoa
Genoa was een van de pioniers geweest van het Italiaanse voetbal. In 1898 was de club de eerste landskampioen geworden, en tot het moment van Meroni's komst, hadden ze nog acht Scudettos aan hun prijzenkast toe weten te voegen. Alleen Juventus had indertijd meer landstitels verzameld. Na de Tweede Wereldoorlog was Genoa echter in verval geraakt en had het niet meer de dominantie van voorheen. Corruptie en dopingschandalen waren geen uitzondering en ook Meroni kreeg ermee te maken. In 1963 kwam hij niet opdagen bij een dopingcontrole, met als excuus dat hij het was vergeten. Als straf werd hij vijf wedstrijden geschorst, en volgens sommigen was Meroni er daarmee goed van afgekomen. Drie van zijn ploeggenoten die wel bij de dopingcontrole waren verschenen, werden schuldig bevonden aan het gebruik van amfetamine.
Het was ironisch dat de dopingperikelen rondom Meroni voor weinig opschudding hadden gezorgd, maar dat zijn kapsel en kleding inmiddels wel onrust hadden veroorzaakt onder de Italianen. Meroni ging vaak gekleed als een van de bandleden van de Britse popgroep The Beatles en droeg daarbij ook halflang haar. De eerste keer dat hem werd geadviseerd om een korter kapsel te nemen, was voor een interland van Jong Italië. Destijds deed Meroni nog wat hem werd opgedragen maar naarmate hij ouder werd ging hij zich rebelser gedragen. Toen het hem een tweede keer werd gevraagd, weigerde hij. Het haar en de kleding van Meroni ontwikkelden zich tot een nationaal gespreksonderwerp in het destijds conservatieve Italië.
Het voetbal had er echter niet onder te lijden. Met zijn snelheid en dribbels over de flanken, groeide Meroni uit tot een publiekslieveling, die de club niet lang kon behouden. Na ruim veertig competitiewedstrijden voor Genoa te hebben gespeeld, kocht Torino hem in ruil voor 275 miljoen lire (€ 160.000). Ook de Spanjaard Joaquín Peiró werd in de deal betrokken, maar Genoa liet de uit Turijn overgekomen middenvelder meteen naar Internazionale vertrekken.

### Rebel en publiekslieveling bij Torino
Torino bezat niet zo'n volle prijzenkast als Genoa maar had gedurende de jaren 40 wel vijf achtereenvolgende landskampioenschappen behaald. De verwachting was dat Il Grande Torino, zoals het elftal ook wel werd aangeduid, het Italiaanse voetbal nog jarenlang zou domineren, maar er volgde een abrupt einde toen bijna de complete spelersgroep de dood vond bij een tragisch vliegtuigongeluk in 1949. Door het verlies van zoveel spelers raakte de club in verval. Daarnaast had de economische groei van de jaren 50 er indirect voor gezorgd dat Torino niet langer de grootste club van Turijn was. Juventus, de andere club uit Turijn, was namelijk al enkele decennia in handen van de familie Agnelli, die ook eigenaren waren van het FIAT-concern. FIAT profiteerde van de economische groei, waardoor de familie Agnelli Juventus financieel flink kon ondersteunen. Torino was echter bezig om uit het dal te klimmen en kon daarbij de hulp van Meroni goed gebruiken.
Een jaar voor de komst van Meroni, was Torino in staat geweest om Nereo Rocco te strikken als trainer. Rocco had al successen met AC Milan geboekt en was daarnaast bezig om de speelstijl te perfectioneren die nog decennialang het Italiaanse voetbal zou kenmerken: het catenaccio. Bij Milan had Rocco de beschikking gehad over Gianni Rivera, maar bij Torino moest de rol van Rivera vanaf 1964 door Meroni worden ingevuld. Bij het gedisciplineerde catenaccio-systeem moest de tegenstander ten koste van alles worden tegengehouden. Een speler die echter over de kwaliteiten beschikte om chaos binnen het veld te creëren, kon ervoor zorgen dat het systeem werd verstoord. Meroni beschikte over dergelijke kwaliteiten en zorgde met zijn creativiteit voor fantasierijke momenten, waardoor wedstrijden werden gewonnen en het publiek kon worden vermaakt. Zijn speelstijl bezorgde hem de bijnaam La farfalla granata (de granaatrode vlinder), omdat Meroni zich snel en dynamisch als een dwarrelende vlinder over het veld bewoog. Bovendien werd er een vergelijking getrokken met George Best. Zowel binnen als buiten het veld waren de gelijkenissen tussen de Italiaan en de toenmalige ster van Manchester United treffend. Meroni zorgde in Italië voor controverses, net zoals Best dat deed in Groot-Brittannië. Een voorbeeld van Meroni's tegendraadse gedrag deed zich voor, toen hij in Como midden op het plein een kip uitliet aan een lijntje. Vervolgens reed hij ermee naar het meer, waar Meroni probeerde het dier een zwembroek aan te trekken. Meroni kon zich niet altijd vinden in het strenge regime dat heerste binnen voetbalclubs en er werd hem af en toe een hedonistische levensstijl verweten. De Italiaanse sportjournalist Gianni Brera zei ooit over Meroni: "hij is een symbool van vrijheid in een land vol conformisten".
Afgezien van voetballen, hield Meroni van schilderen, lezen en het schrijven van poëzie. Hij las graag werken van Joseph Conrad, Guy de Maupassant en F. Scott Fitzgerald. Dit in tegenstelling tot Best, die zich voornamelijk bezighield met drank, vrouwen en snelle auto's. Binnen het veld waren de overeenkomsten echter groter: beiden speelden op de flanken van het veld en trokken soms naar binnen om een actie te maken of om uit het niets een doelpunt te scoren. Ook zorgden hun spontane uitbraken en vrije manier van spelen voor een groot contrast met de voetballers om hen heen, die vooral verdedigend en conservatief dachten. Hierdoor werd het duo vaak het slachtoffer van fysieke aanslagen en onsportief gedrag.

### Italiaanse elftal en mislukte transfer
Meroni was als een talent bij Torino gearriveerd, maar groeide inmiddels uit tot een van de meest getalenteerde speler van de club, sinds het overlijden van Valentino Mazzola. Meroni's spel leidde in 1966 tot een uitnodiging voor het Italiaanse elftal. Zijn debuut vond plaats op 19 maart 1966 tegen Frankrijk. In zijn tweede interland, drie maanden later tegen Bulgarije, scoorde hij zijn eerste doelpunt voor Italië. Vervolgens mocht hij in de zomer ook deelnemen aan het WK voetbal, dat plaatsvond in Engeland. Tijdens het mondiale toernooi kwam hij echter alleen in actie tegen de Sovjet-Unie. Bij het laatste groepsduel tegen Noord-Korea had Meroni geweigerd zijn haren te laten knippen en daarom mocht hij het veld niet betreden. Het incident kostte hem zijn interlandloopbaan. Bovendien werd Meroni bij de thuiskomst in Italië aangewezen als zondebok voor het vertoonde zwakke spel en de vroege uitschakeling op het WK.
In Turijn was hij echter nog altijd de publiekslieveling en zijn populariteit werd alsmaar groter. Vooral het doelpunt dat Meroni in 1967 scoorde tegen Internazionale zorgde voor bewondering. De spectaculaire lob van de vleugelspeler zorgde ervoor dat het bijna onklopbare Inter voor het eerst sinds drie jaar in eigen huis werd verslagen (1-2). De treffer wordt in Italië nog altijd beschouwd als een van de mooiste doelpunten ooit.
Het spel van Meroni had ook de aandacht getrokken van andere clubs en in de zomer van 1967 besloot het kapitaalkrachtige Juventus een poging te wagen. De familie Agnelli stelde een bedrag van 750 miljoen lire beschikbaar om de rechtsbuiten bij Torino los te weken. Torino-voorzitter Orfeo Pianelli besloot het bod te accepteren, maar zijn beslissing leidde tot massale protesten bij de voetbalfans. De huizen van Agnelli en Pianelli werden geblokkeerd en ook de wegen rondom het stadion waren door demonstrerende Torino-aanhangers onbegaanbaar gemaakt. Juventus ging overstag en besloot het bod weer in te trekken zodat de transfer geen doorgang vond. Meroni bleef bij de club maar kende enkele maanden later een noodlottig einde.

### Tragische dood
Toen Torino op 15 oktober 1967 een 4-2-overwinning had geboekt op Sampdoria, wilde Meroni dit 's avonds met zijn vriend en teamgenoot Fabrizio Poletti gaan vieren. Het duo was op weg naar een restaurant aan de Corso Re Umberto en had hun auto aan de overkant van de straat geparkeerd. Om zijn verloofde te kunnen bellen moest hij de straat oversteken, maar het zebrapad en de verkeerslichten werden genegeerd. Meroni moest een stap terug doen om een auto te ontwijken maar werd op dat moment aangereden door een inhalende Fiat 124 coupé. De auto schepte hem en via de motorkap van de Fiat kwam Meroni op de andere rijbaan terecht. Daar werd hij, door een uit de tegenovergestelde richting komende Lancia Appia, opnieuw aangereden en zelfs vijftig meter meegesleurd over het asfalt. De zwaargewonde Meroni kwam in het ziekenhuis terecht, waar een dokter verklaarde dat hij nooit meer zou kunnen spelen, maar hij het ongeval misschien wel zou overleven. In tegenstelling tot zijn vriend Poletti, die ook was geraakt, stierf Meroni echter aan zijn verwondingen. Meroni liet zijn verloofde Cristiana Uderstadt achter, die hij in 1962 in Como had leren kennen.

## Nasleep

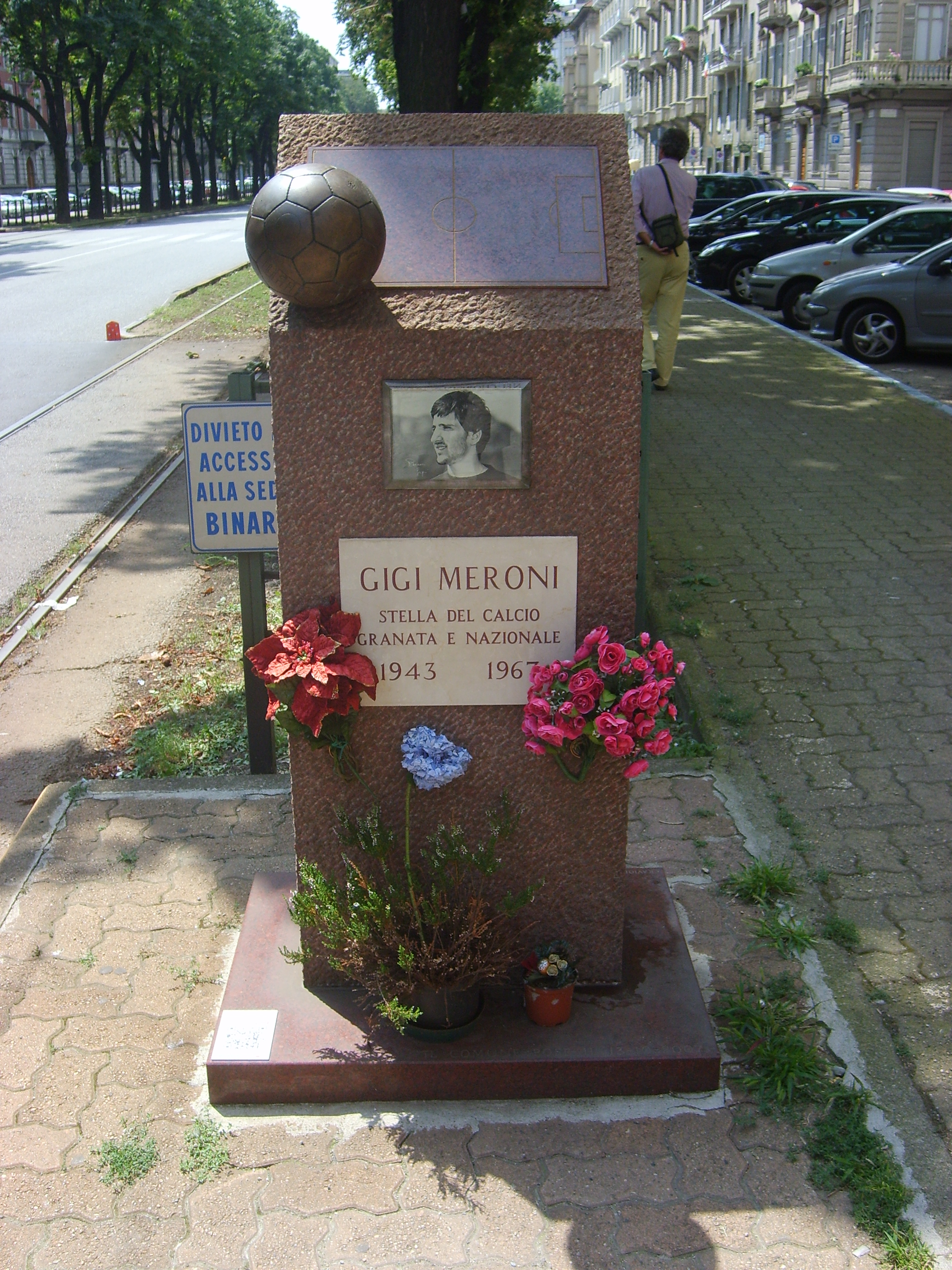
Op de Corso Re Umberto is een monument geplaatst ter nagedachtenis aan Meroni.

Na het ongeval startte de politie een onderzoek, maar aangezien het duo in het donker de straat was overgestoken zonder de nabijheid van een zebrapad, werd geen van de bestuurders vervolgd. Meroni werd begraven in het bijzijn van 20.000 aanhangers, die hem de laatste eer wilden betuigen. Na zijn uitvaart werden er bij de eerstvolgende wedstrijd tegen Juventus, vanuit een vliegtuig bloemen uitgestrooid die neerdaalden op Meroni's rechterflank. De spelers van Torino brachten een eerbetoon aan hun verloren teamgenoot door met 4-0 te winnen van hun aartsrivaal. Al na drie minuten had Nestor Combin de score geopend. Langzaamaan begon het publiek toen al Gigi, Gigi te scanderen. Vier minuten later schoot Combin, die een goede vriend was van Meroni, zijn tweede in de netten en een kwartier na rust completeerde hij zijn hattrick. Het laatste doelpunt kwam toepasselijk van Alberto Carelli, die Meroni's rugnummer 7 had gedragen. De 4-0-overwinning is nog steeds Torino's grootste zege ooit op Juventus.
Het overlijden van Meroni droeg bij aan de verhalen dat er op Torino een vloek zou rusten, omdat de club na het verlies van Il Grande Torino bijna twintig jaar later opnieuw op tragische wijze een speler had verloren. Bovendien kreeg het verhaal nog een schrijnend randje toen bleek dat de Fiat-bestuurder uitgerekend een 19-jarige Torino-supporter was geweest, die Meroni had beschouwd als zijn idool. Hij zou zelfs een foto van hem op zijn slaapkamer hebben gehad en hetzelfde kapsel hebben aangenomen. Drieëndertig jaar later zou de bestuurder, die Attilio Romero heette, de nieuwe voorzitter van Torino worden. Romero vervulde zijn taken van 2000 tot 2005 en werd tijdens deze periode, wanneer de resultaten tegenvielen, door de fans nog regelmatig aan het voorval herinnerd zodra men in het stadion 'moordenaar' scandeerde.

## Statistieken
| Seizoen | Club   | Competitie | Competitie | Competitie |
| Seizoen | Club   | Comp       | Wed        | Dlp        |
| ------- | ------ | ---------- | ---------- | ---------- |
| 1960/61 | Como   | Serie B    | 1          | 0          |
| 1961/62 | Como   | Serie B    | 24         | 3          |
| 1962/63 | Genoa  | Serie A    | 15         | 1          |
| 1963/64 | Genoa  | Serie A    | 27         | 6          |
| 1964/65 | Torino | Serie A    | 34         | 5          |
| 1965/66 | Torino | Serie A    | 34         | 7          |
| 1966/67 | Torino | Serie A    | 31         | 9          |
| 1967/68 | Torino | Serie A    | 4          | 1          |
| Totaal  | Totaal | Totaal     | 170        | 32         |

Bijgewerkt tot 15 oktober 1967